# Teorema de Laplace
El teorema de Laplace (también conocido como regla de Laplace o desarrollo de Laplace), así llamado en honor del matemático francés homónimo Pierre-Simon Laplace es un teorema matemático que permite simplificar el cálculo de determinantes en matrices de elevadas dimensiones a base de descomponerlo en la suma de determinantes menores.
El teorema afirma que el determinante de una matriz es igual a la suma de los productos de cada elemento (de un renglón o columna) por la determinante de su matriz adjunta, lo que reduce un determinante de dimensión n a n determinantes de dimensión n-1. Aplicado de forma sucesiva, permite llegar a matrices 3x3 (con lo que se puede aplicar la regla de Sarrus) o 2x2 (en el que el determinante es el producto de la diagonal principal menos el de la secundaria).
Se puede optimizar los cálculos aplicando la regla de Chio y haciendo ceros lo que reduce el número de determinantes de rango inferior a calcular.

## Conceptos previos
Antes de afrontar el cálculo de determinantes por el teorema de Laplace, vamos a ver algunos conceptos necesarios para su desarrollo.

### Matriz cuadrada
Una matriz en la que número de filas sea igual al de columnas, se denomina matriz cuadrada, si el número de filas y de columnas es n, se denomina matriz n×n o matriz cuadrada de orden n.
{\displaystyle A={\begin{pmatrix}a_{1,1}&a_{1,2}&\cdots &a_{1,n}\\a_{2,1}&a_{2,2}&\cdots &a_{2,n}\\\vdots &\vdots &\ddots &\vdots \\a_{n,1}&a_{n,2}&\cdots &a_{n,n}\end{pmatrix}}}

### Determinante de una matriz
Se llama determinante de una matriz cuadrada de orden n, cuyos términos pertenecen al cuerpo K, al escalar que se obtiene al sumar todos los diferentes productos de n elementos, que se pueden formar con los elementos de la matriz, de modo que en cada producto figuren elementos de todas las filas y todas las columnas de la matriz, a cada producto se le asigna el signo: (+), si la permutación de los subíndices de filas de sus elementos es de la misma clase que la permutación de los subíndices de las columnas y el signo: (–) si las permutaciones son de distinta clase.
{\displaystyle \det(A)={\begin{vmatrix}a_{1,1}&a_{1,2}&\cdots &a_{1,n}\\a_{2,1}&a_{2,2}&\cdots &a_{2,n}\\\vdots &\vdots &\ddots &\vdots \\a_{n,1}&a_{n,2}&\cdots &a_{n,n}\end{vmatrix}}}

### Menor complementario
Partiendo de una matriz cuadrada: A, de orden n, se llama menor complementario del elemento {\displaystyle a_{ij}\;}, y lo representamos {\displaystyle \alpha _{ij}\;} al determinante de la matriz cuadrada de orden n-1 que resulta de eliminar de la matriz A la fila i y la columna j.
Dada la matriz cuadrada de orden 5:
{\displaystyle A={\begin{pmatrix}a_{1,1}&a_{1,2}&a_{1,3}&a_{1,4}&a_{1,5}\\a_{2,1}&a_{2,2}&a_{2,3}&a_{2,4}&a_{2,5}\\a_{3,1}&a_{3,2}&a_{3,3}&a_{3,4}&a_{3,5}\\a_{4,1}&a_{4,2}&a_{4,3}&a_{4,4}&a_{4,5}\\a_{5,1}&a_{5,2}&a_{5,3}&a_{5,4}&a_{5,5}\end{pmatrix}}}
el menor complementario del elemento {\displaystyle a_{2,3}\;}, será {\displaystyle \alpha _{2,3}\;}:
{\displaystyle \alpha _{2,3}={\begin{vmatrix}a_{1,1}&a_{1,2}&a_{1,4}&a_{1,5}\\a_{3,1}&a_{3,2}&a_{3,4}&a_{3,5}\\a_{4,1}&a_{4,2}&a_{4,4}&a_{4,5}\\a_{5,1}&a_{5,2}&a_{5,4}&a_{5,5}\end{vmatrix}}}
y el menor complementario del elemento {\displaystyle a_{2,2}\;}, será {\displaystyle \alpha _{2,2}\;}:
{\displaystyle \alpha _{2,2}={\begin{vmatrix}a_{1,1}&a_{1,3}&a_{1,4}&a_{1,5}\\a_{3,1}&a_{3,3}&a_{3,4}&a_{3,5}\\a_{4,1}&a_{4,3}&a_{4,4}&a_{4,5}\\a_{5,1}&a_{5,3}&a_{5,4}&a_{5,5}\end{vmatrix}}}

### Adjunto de un elemento
Se llama adjunto del elemento {\displaystyle a_{ij}\;} y se representa {\displaystyle A_{ij}\;} al determinante que resulta al atribuir el signo: (+) al menor complementario {\displaystyle \alpha _{ij}\;} si i+j es par o el signo: (–) si i+j es impar.
{\displaystyle A_{ij}=(-1)^{(i+j)}\;\alpha _{ij}}
Dada la matriz cuadrada de orden 5:
{\displaystyle A={\begin{pmatrix}a_{1,1}&a_{1,2}&a_{1,3}&a_{1,4}&a_{1,5}\\a_{2,1}&a_{2,2}&a_{2,3}&a_{2,4}&a_{2,5}\\a_{3,1}&a_{3,2}&a_{3,3}&a_{3,4}&a_{3,5}\\a_{4,1}&a_{4,2}&a_{4,3}&a_{4,4}&a_{4,5}\\a_{5,1}&a_{5,2}&a_{5,3}&a_{5,4}&a_{5,5}\end{pmatrix}}}
el adjunto del elemento {\displaystyle a_{2,3}\;}, será {\displaystyle A_{2,3}\;}:
{\displaystyle A_{2,3}=-{\begin{vmatrix}a_{1,1}&a_{1,2}&a_{1,4}&a_{1,5}\\a_{3,1}&a_{3,2}&a_{3,4}&a_{3,5}\\a_{4,1}&a_{4,2}&a_{4,4}&a_{4,5}\\a_{5,1}&a_{5,2}&a_{5,4}&a_{5,5}\end{vmatrix}}}
y el adjunto del elemento {\displaystyle a_{2,2}\;}, será {\displaystyle A_{2,2}\;}:
{\displaystyle A_{2,2}=+{\begin{vmatrix}a_{1,1}&a_{1,3}&a_{1,4}&a_{1,5}\\a_{3,1}&a_{3,3}&a_{3,4}&a_{3,5}\\a_{4,1}&a_{4,3}&a_{4,4}&a_{4,5}\\a_{5,1}&a_{5,3}&a_{5,4}&a_{5,5}\end{vmatrix}}}

## Caso general
Partiendo de una matriz cuadrada de grado n, según el teorema de Laplace el valor de su determinante es igual a la suma de los productos de los elementos de una fila o columna por sus adjuntos, así tomando una fila f cualesquiera el determinante es:
{\displaystyle \det(A)=\sum _{j=1}^{n}a_{f,j}\;A_{f,j}}
Y tomando una columna c, será:
{\displaystyle \det(A)=\sum _{i=1}^{n}a_{i,c}\;A_{i,c}}

### Función recursiva para el cálculo del determinante de una matriz
Podemos concluir con una Función recursiva para el cálculo del determinante, sabiendo que el valor del determinante de una matriz de orden uno es el único elemento de esa matriz, y el de una matriz de orden superior a uno es la suma de cada uno de los elementos de una fila o columna por los Adjuntos a ese elemento, como en la función recursiva se emplea la misma función definida el cálculo lo haremos por Menor complementario, un ejemplo desarrollado por la primera fila sería:
{\displaystyle \det(A_{j,j})=\left\{{\begin{array}{llcl}si&j=1&\to &a_{1,1}\\\\si&j>1&\to &\displaystyle \sum _{k=1}^{j}\;(-1)^{(1+k)}\cdot a_{1,k}\cdot \det(\alpha _{1,k})\end{array}}\right.}

## Matriz 3×3
Partiendo de una matriz 3×3:
{\displaystyle M={\begin{pmatrix}a_{11}&a_{12}&a_{13}\\a_{21}&a_{22}&a_{23}\\a_{31}&a_{32}&a_{33}\end{pmatrix}}}
Para calcular el determinante por los adjuntos de la primera fila:
{\displaystyle \det(M)={\begin{vmatrix}a_{11}&a_{12}&a_{13}\\a_{21}&a_{22}&a_{23}\\a_{31}&a_{32}&a_{33}\end{vmatrix}}=a_{11}{\begin{vmatrix}a_{22}&a_{23}\\a_{32}&a_{33}\end{vmatrix}}-a_{12}{\begin{vmatrix}a_{21}&a_{23}\\a_{31}&a_{33}\end{vmatrix}}+a_{13}{\begin{vmatrix}a_{21}&a_{22}\\a_{31}&a_{32}\end{vmatrix}}}
Desarrollando los determinantes 2*2, tendremos:
{\displaystyle \det(M)={\begin{vmatrix}a_{11}&a_{12}&a_{13}\\a_{21}&a_{22}&a_{23}\\a_{31}&a_{32}&a_{33}\end{vmatrix}}=a_{11}(a_{22}a_{33}-a_{23}a_{32})-a_{12}(a_{21}a_{33}-a_{23}a_{31})+a_{13}(a_{21}a_{32}-a_{22}a_{31})}
Eliminando los paréntesis, tenemos:
{\displaystyle \det(M)={\begin{vmatrix}a_{11}&a_{12}&a_{13}\\a_{21}&a_{22}&a_{23}\\a_{31}&a_{32}&a_{33}\end{vmatrix}}=a_{11}a_{22}a_{33}-a_{11}a_{23}a_{32}-a_{12}a_{21}a_{33}+a_{12}a_{23}a_{31}+a_{13}a_{21}a_{32}-a_{13}a_{22}a_{31}}
Que podemos ordenar, para presentarlo en la forma usual de la Regla de Sarrus:
{\displaystyle \det(M)={\begin{vmatrix}a_{11}&a_{12}&a_{13}\\a_{21}&a_{22}&a_{23}\\a_{31}&a_{32}&a_{33}\end{vmatrix}}=a_{11}a_{22}a_{33}+a_{12}a_{23}a_{31}+a_{13}a_{21}a_{32}-a_{11}a_{23}a_{32}-a_{12}a_{21}a_{33}-a_{13}a_{22}a_{31}}

## Aplicaciones
El teorema de Laplace se utiliza para calcular las determinantes, que pueden tener muchas aplicaciones. Sin embargo para matrices de órdenes superiores no es práctico 
usarlo ya que su grado de complejidad es {\displaystyle O(n!)}. Resulta más práctico convertir la matriz a triangular, con el método de Gauss por ejemplo y multiplicar la diagonal,
ya que en ese caso la complejidad se reduce a {\displaystyle O(n^{3})}. Para el caso del producto vectorial, al ser el producto una determinante simbólica y de 3.er orden, se puede aplicar el método con facilidad y también en otros casos ilustrativos, por ejemplo de programación recursiva.

## Producto vectorial
Un caso concreto de la aplicación del Teorema de Laplace es el Producto vectorial, partiendo de dos vectores u y v:
{\displaystyle {\vec {u}}=u_{x}\mathbf {i} +u_{y}\mathbf {j} +u_{z}\mathbf {k} }
{\displaystyle {\vec {v}}=v_{x}\mathbf {i} +v_{y}\mathbf {j} +v_{z}\mathbf {k} }
el producto vectorial de ambos es otro vector:
{\displaystyle {\vec {w}}={\vec {u}}\times {\vec {v}}}
Que se calcula con el determinante:
{\displaystyle {\vec {w}}={\vec {u}}\times {\vec {v}}={\begin{vmatrix}\mathbf {i} &\mathbf {j} &\mathbf {k} \\u_{x}&u_{y}&u_{z}\\v_{x}&v_{y}&v_{z}\\\end{vmatrix}}}
Desarrollado por el Teorema de Laplace:
{\displaystyle {\vec {w}}={\vec {u}}\times {\vec {v}}={\begin{vmatrix}\mathbf {i} &\mathbf {j} &\mathbf {k} \\u_{x}&u_{y}&u_{z}\\v_{x}&v_{y}&v_{z}\\\end{vmatrix}}=\mathbf {i} \;{\begin{vmatrix}u_{y}&u_{z}\\v_{y}&v_{z}\end{vmatrix}}-\mathbf {j} \;{\begin{vmatrix}u_{x}&u_{z}\\v_{x}&v_{z}\end{vmatrix}}+\mathbf {k} \;{\begin{vmatrix}u_{x}&u_{y}\\v_{x}&v_{y}\end{vmatrix}}}